# Lysandra anticaelestis
Lysandra anticaelestis är en fjärilsart som beskrevs av Ruggero Verity 1934. Lysandra anticaelestis ingår i släktet Lysandra och familjen juvelvingar. Inga underarter finns listade i Catalogue of Life.